# Jemma Palmer
Jemma Palmer (Tamworth, Inglaterra; 10 de abril de 1986) es una modelo y luchadora profesional británica. Firmó con la WWE bajo los nombres de Jemma Palmer y Penelope Carwin en la promoción de la marca FCW.

## Carrera como modelo profesional
Palmer creció modelando bajo el apoyo de su madre, ganando los concursos de Little Miss Midlands y Miss Littlesea cuando era niña. Ya adulta, participó en varios concursos, convirtiéndose en finalista en Musclemania Britain de 2006, que luego ganó, Miss Hawaiian Tropic, Miss USA Dream Bikini Body y Miss Maxim UK. También quedó tercera en la competencia de modelaje Maxim Little Black Book del Reino Unido.
Luego pasó a modelar en muchas publicaciones, incluyendo Muscle & Fitness, Nuts, Loaded, WWE Magazine y FHM.
Tras el éxito de Jemma Palmers al ganar el estatus de celebridad dentro de las industrias del fitness y el entretenimiento, Jemma también pasó a ser jueza en los tipos de concursos que lanzaron su carrera, como el de la búsqueda de modelos de bodypower de 2017.

## Gladiators
Mientras que su madre animó a Palmer a modelar, su padre hacía lo mismo para centrarse en practicar atletismo. Terminó inscribiéndose en un grupo cadete de atletismo, donde comenzó a entrenar en escalada, rápel y lucha amateur. Más tarde obtendría un cinturón morado en lucha de sumisión.
Como fanática de la serie británica Gladiators mientras crecía, cuando aumentaron los rumores de un programa de avivamiento en 2008, comenzó a enviar material promocional a las compañías de televisión. Su mánager de lucha le consiguió una audición para el revival de American Gladiators, recibiendo una llamada para probar para la versión británica de Sky1 días después pasando las pruebas de aptitud física. Actuó en ambas series de Gladiadores bajo el nombre de Inferno, luciendo cabello rojo y una personalidad fogosa y coqueta. A pesar de no aparecer en la versión estadounidense, BBC America transmitió Gladiators en los Estados Unidos. También apareció más tarde en el programa  Battle of The Forces, que enfrentaba a miembros de las fuerzas del ejército británico, la Royal Navy y la RAF entre sí.
Algunos de los personajes de gladiadores más populares, incluido Inferno, se inmortalizaron como figuras de acción para que los fanáticos las compraran y quedaran como coleccionables.

## Carrera como luchadora profesional

### Circuitos independientes
Junto con sus otras hazañas, Palmer también era un fan de la lucha libre, sobre todo la encarnación original de D-Generation X. En 2005, comenzó a aparecer para Frontier Wrestling Alliance (FWA) principalmente como acompañante femenina de Douglas Durdle. Esto la llevó a tener un combate de prueba con la World Wrestling Entertainment (WWE) junto a Katarina Waters, quien pasó a convertirse en Katie Lea Burchill. Aunque no firmó, más tarde le ofrecieron una beca para entrenar en la Ultimate Pro Wrestling. Durante su tiempo en el circuito, Palmer filmó un reality show de televisión basado en la lucha libre profesional como una de las tres estrellas principales.
Después de mucho entrenamiento, fue reservada para su primer combate contra la luchadora Jetta en el Pro-Wrestling: EVE, cuyo primer show tuvo lugar en Sudbury, en el condado inglés de Suffolk, el 8 de mayo de 2010.14] Antes de su pelea con Jetta sufrió una lesión en la mano, pero luchó de todos modos, con una historia escrita en la que Jetta la atacó y la incitó a una pelea mientras explicaba la lesión a la multitud. El árbitro detuvo el concurso y se lo otorgó a Jetta por preocupación por la salud de Palmer.

### World Wrestling Entertainment / WWE
El 29 de junio de 2009 se anunció que Palmer había firmado un contrato con la WWE. El 1 de marzo de 2010 se anunció que Palmer se convertía en Diva de la WWE.